# Лихачёво (Крым)
Лихачёво (до 1948 года Дорте́ и Урсунки́-Кипча́к; укр. Ліхачове, крымскотат. Dörte ve Urusnıñki Qıpçaq, Дёрте ве Уруснынъки Къыпчакъ ) — исчезнувшее село в Нижнегорском районе Республики Крым, располагавшееся на западе района, в степной части Крыма, примерно в 1,5 км к северу от современного села Кукурузное.

## История
Впервые в исторических документах встречается в «…Памятной книжке Таврической губернии на 1900 год», согласно которой в деревне Вакуф-Дорте Андреевской волости Феодосийского уезда, входившей в Бешкуртка-Ивановское сельское общество, числился 51 житель в 10 дворах. По Статистическому справочнику Таврической губернии. Ч.II-я. Статистический очерк, выпуск пятый Феодосийский уезд, 1915 год, в селе Дорте (вакуф) Андреевской волости Феодосийского уезда числилось 15 дворов (все дворы безземельные) с татарским населением в количестве 8 человек приписных жителей и 52 — «посторонних», из которых 35 мужчин и 25 женщин. Жители землёй не владели, в хозяйствах имелось 30 лошадей, 2 вола, 7 коров и 25 голов мелкого скота.
После установления в Крыму Советской власти, по постановлению Крымревкома № 206 «Об изменении административных границ» от 8 января 1921 года была упразднена волостная система и село вошло в состав Ичкинского района Феодосийского уезда, а в 1922 году уезды получили название округов. 11 октября 1923 года, согласно постановлению ВЦИК, в административное деление Крымской АССР были внесены изменения, в результате которых округа были отменены, Ичкинский район упразднили, включив в состав Феодосийского в состав которого включили и село. Согласно Списку населённых пунктов Крымской АССР по Всесоюзной переписи 17 декабря 1926 года, в селе Дорте (вакуф), Желябовского сельсовета Феодосийского района, числилось 14 дворов, из них 13 крестьянских, население составляло 64 человека, все татары. Постановлением ВЦИК «О реорганизации сети районов Крымской АССР» от 30 октября 1930 года был создан Сейтлерский район (по другим сведениям 15 сентября 1931 года) и село передали в его состав.
В 1944 году, после освобождения Крыма от фашистов, согласно Постановлению ГКО № 5859 от 11 мая 1944 года, 18 мая крымские татары были депортированы в Среднюю Азию. 12 августа 1944 года было принято постановление № ГОКО-6372с «О переселении колхозников в районы Крыма» и в сентябре 1944 года в район приехали первые новосёлы (320 семей) из Тамбовской области, а в начале 1950-х годов последовала вторая волна переселенцев из различных областей Украины. С 25 июня 1946 года селение в составе Крымской области РСФСР. Указом Президиума Верховного Совета РСФСР от 18 мая 1948 года, Дорте и Урсунки-Кипчак объединили с названием Лихачёво. 26 апреля 1954 года Крымская область была передана из состава РСФСР в состав УССР. Время включения в Садовый сельсовет пока не установлено: на 15 июня 1960 года село уже числилось в его составе. Ликвидировано в период с 1968 года, когда Лихачёво ещё записано в составе Садового сельсовета и 1977, когда уже значилось в списках упразднённых.

## Урсунки-Кипчак (вакуф)
По «…Памятной книжке Таврической губернии на 1892 год» в безземельной деревне Урсунки, не входившей ни в одно сельское общество, было 13 жителей, у которых домохозяйств не числилось, но имело ли оно отношение к Урсунки-Кипчак (вакуф), из доступных источников не ясно.
По Статистическому справочнику Таврической губернии. Ч.II-я. Статистический очерк, выпуск пятый Феодосийский уезд, 1915 год, в селе Урсунки-Кипчак (вакуф) Андреевской волости Феодосийского уезда числился 31 двор (все дворы безземельные) с татарским населением в количестве 18 человек приписных жителей и 168 — «посторонних», из которых 97 мужчин и 89 женщин. Жители землёй не владели, в хозяйствах имелось 65 лошадей, 8 волов, 20 коров и 20 голов мелкого скота. В Списке населённых пунктов Крымской АССР по Всесоюзной переписи 17 декабря 1926 года Урсунки-Кипчак (вакуф) не значится, но обозначено вблизи Дорте (как Урсупки-Кипчак без уточнения вакуф) на карте 1941 года. Указом Президиума Верховного Совета РСФСР от 18 мая 1948 года, Урсунки-Кипчак и Дорте объединили с названием Лихачёво.